# Mistrzostwa NCAA Division I w Zapasach w 1942
Mistrzostwa NCAA Division I w zapasach rozgrywane były w East Lansing w dniach 27–28 marca 1942 roku. Zawody odbyły się w Jenison Fieldhouse, na terenie Uniwersytetu Stanu Michigan.

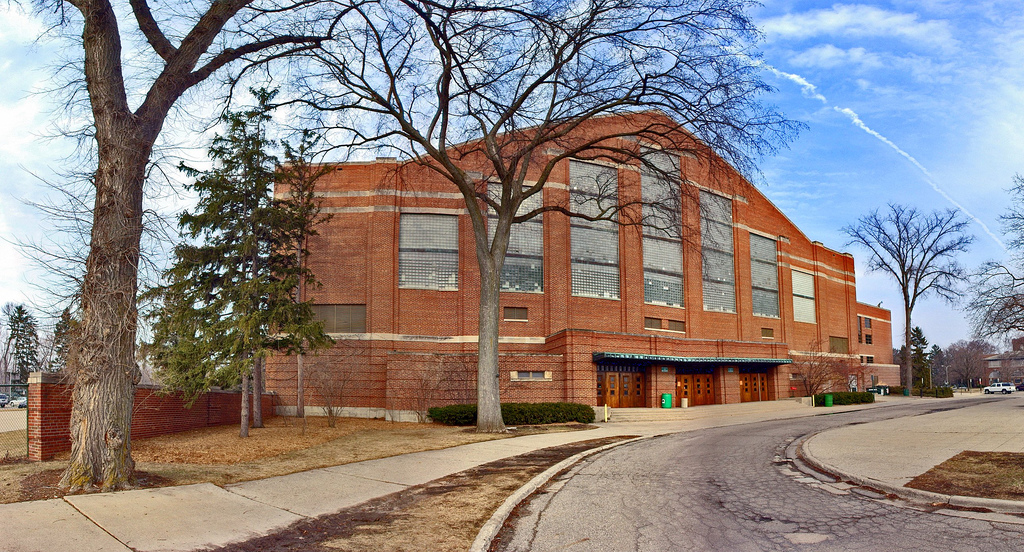
Hala obecnie

- Outstanding Wrestler – David Arndt

## Wyniki

### Drużynowo
| Kolejność | Szkoła                        | Zespół        |
| --------- | ----------------------------- | ------------- |
| 1.        | Oklahoma State University     | Cowboys       |
| 2.        | Michigan State University     | Spartans      |
| 3.        | Pennsylvania State University | Nittany Lions |
| 4.        | University of Michigan        | Wolverines    |

### All American

#### 121 lb
| Lp. | Zawodnik          | Szkoła         |
| --- | ----------------- | -------------- |
| 1.  | Merle Jennings    | Michigan State |
| 2.  | Malcolm MacDonald | Purdue         |
| 3.  | Charley Ridenour  | Penn State     |
| 4.  | Richard Kopel     | Michigan       |

#### 128 lb
| Lp. | Zawodnik      | Szkoła         |
| --- | ------------- | -------------- |
| 1.  | Burl Jennings | Michigan State |
| 2.  | Sidney Marks  | Oklahoma State |
| 3.  | Sam Harry     | Penn State     |
| 4.  | Mark Matovina | Purdue         |

#### 136 lb
| Lp. | Zawodnik        | Szkoła         |
| --- | --------------- | -------------- |
| 1.  | Bill Maxwell    | Michigan State |
| 2.  | Fred Bishop     | Cornell Iowa   |
| 3.  | Dillard Talbutt | Oklahoma State |
| 4.  | Warren Taylor   | Princeton      |

#### 145 lb
| Lp. | Zawodnik        | Szkoła         |
| --- | --------------- | -------------- |
| 1.  | David Arndt     | Oklahoma State |
| 2.  | Manly Johnson   | Michigan       |
| 3.  | Glenn Alexander | Penn State     |
| 4.  | Newton Copple   | Nebraska       |

#### 155 lb
| Lp. | Zawodnik       | Szkoła         |
| --- | -------------- | -------------- |
| 1.  | Vernon Logan   | Oklahoma State |
| 2.  | Ted Seabrooke  | Illinois       |
| 3.  | Leland Merrill | Michigan State |
| 4.  | Milton Bennett | Navy           |

#### 165 lb
| Lp. | Zawodnik        | Szkoła         |
| --- | --------------- | -------------- |
| 1.  | Virgil Smith    | Oklahoma State |
| 2.  | Bill Carmichael | Navy           |
| 3.  | Bill Courtright | Michigan       |
| 4.  | Robert Bader    | Kent State     |

#### 175 lb
| Lp. | Zawodnik        | Szkoła        |
| --- | --------------- | ------------- |
| 1.  | Dick DiBatista  | Pennsylvania  |
| 2.  | Leon Martin     | Northern Iowa |
| 3.  | Paul Chronister | Kansas State  |
| 4.  | Ken Berry       | Illinois      |

#### Open
| Lp. | Zawodnik        | Szkoła         |
| --- | --------------- | -------------- |
| 1.  | Loyd Arms       | Oklahoma State |
| 2.  | Walter Porowski | Kansas State   |
| 3.  | Frank Ruggieri  | Purdue         |
| 4.  | Shuford Swift   | Navy           |